# Arsenal de Tarbes
L'arsenal de Tarbes est un ancien arsenal, situé à Tarbes dans le département des Hautes-Pyrénées en région Occitanie.
C'était un lieu de fabrication d'armes et de munitions et un dépôt de matériel militaire qui est resté en fonction de 1796 à 2006.

## Géographie
Il était situé à Tarbes dans le quartier de l'Arsenal (canton de Tarbes 2) au nord de la ville entre l'Adour à l'est et la route de Bordeaux à l'ouest.

## Histoire

### Création

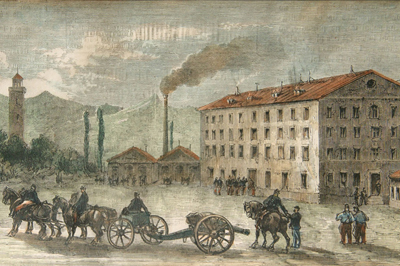
Ancienne image de l'Arsenal de Tarbes.

De 1796 à 1799, une fonderie de canons est édifiée à Tarbes. C'est en 1871, à la suite du siège de Paris par les Allemands qui oblige à abandonner l'Arsenal de Meudon, qu'est installé un atelier à Tarbes pour la fabrication de canons à balles et autres canons dont le lieutenant-colonel Verchère de Reffye assure la direction.
Le 2 février 1871 une centaine d'ouvriers, accompagnés de leurs familles et 37 wagons de matériel en provenance de Meudon constituent les premiers éléments constitutifs du futur Arsenal de Tarbes.
Le colonel de Reffye, ayant terminé son étude sur le canon de 7, se préoccupe de développer les moyens de production par la construction de nouveaux bâtiments, et le 21 août 1872 est créé l'Atelier de Construction de l'Artillerie de Tarbes. Il était directeur des ateliers de Meudon et directeur de la fabrique d’armes et de canons de Tarbes.
Type de fabrications au début de l'Arsenal:
- Canons à balles et leurs munitions ; matériels de 5, de 7, de 138 ;
- Canons de 80, 90, 120 ;
- Affûts pour canons et pour mortiers de 200 mm ;
- Étuis et balles pour fusils.

.

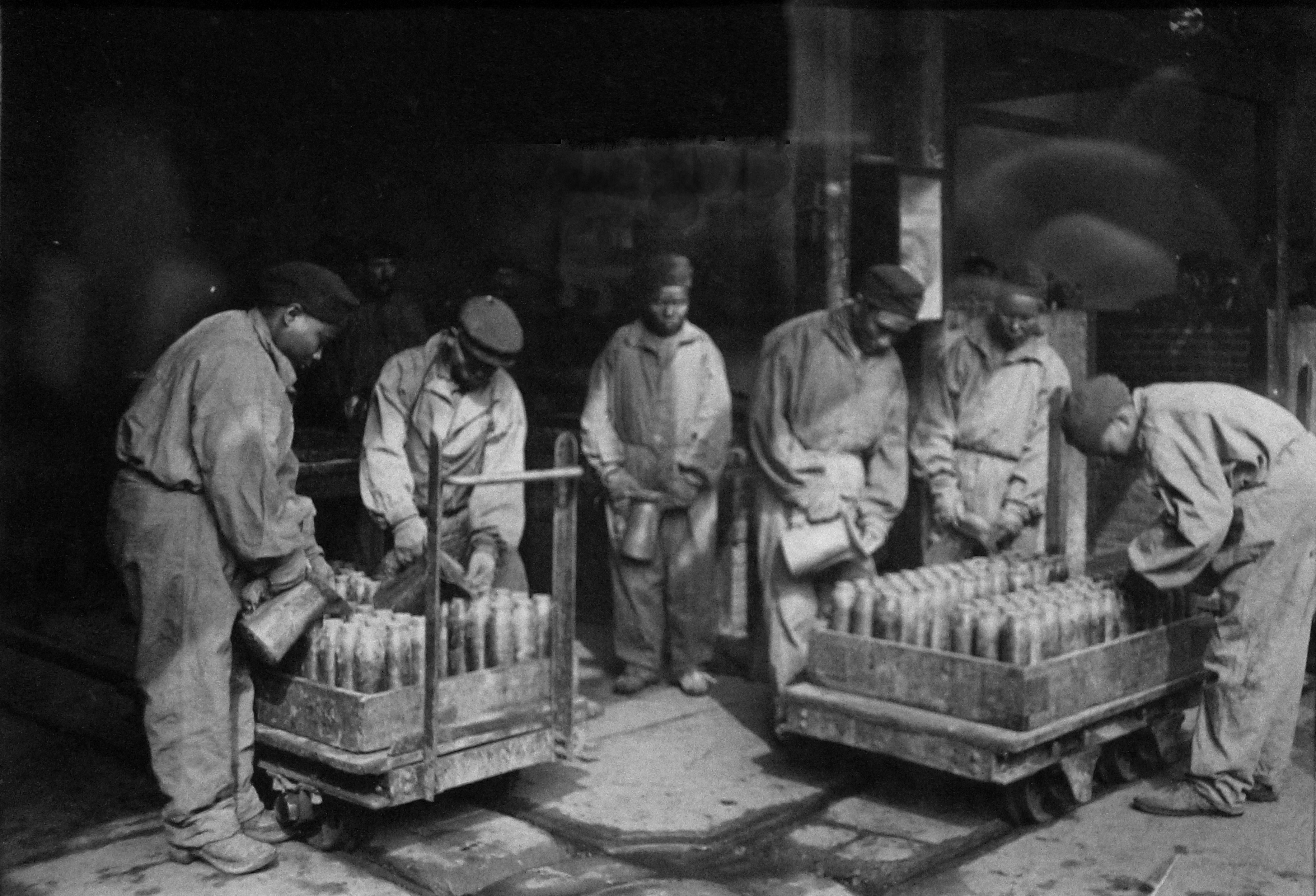
Travailleurs indochinois à l'Arsenal de Tarbes durant la Première Guerre mondiale

De 1880 à 1914, l'arsenal se développe par la fabrication de munitions et de canons de tous calibres et durant la Première Guerre mondiale il amplifie sa production.
Progressivement, de 1923 à 1932, à la fabrication de guerre, s'ajoutent des fabrications de  machines-outils, pièces diverses pour la compagnie de chemins de fer, machines à hacher le tabac, des lits, des buffets, petit outillage mécanique, etc.
En 1933, devant la montée du Nazisme, est remise en train la fabrication de pièces d'artillerie : confection de mortiers Stokes, de canons de 75, de matériel de forteresse pour la ligne Maginot, de canons antichars, de munitions pour l'infanterie et l'aviation.

### Seconde Guerre mondiale
Dès la mobilisation du 3 septembre 1939, l'Arsenal est chargé d'intensifier les commandes de matériel d'artillerie déjà en cours ; canons à longue portée, de défense contre avions, artillerie lourde, affûts-trépieds complets, rallonges de tir vertical, transformation de bouches à feu de 340 à 370, obus, cartouches, balles, fusées, mines anti-chars.
Mais l'Armistice stoppe l'activité des ateliers. Les fabrications militaires sont limitées à la confection de munitions pour l'armée d'Armistice. Des commandes civiles sont entreprises : gazogènes Panhard, tours Sculfort, matériel de forage.
Le 11 novembre 1942, l'armée allemande occupe Tarbes. Deux jours plus tard, les sites de la pyrotechnie et des poudrières sont placées sous la surveillance d'un détachement militaire allemand et l'arsenal est pris en charge par la firme Henschel & Sohn de Cassel et doit fabriquer du matériel de guerre pour les occupants. Mais les grèves partielles, sabotages, commandes non exécutées ralentissent la production.
Le 18 août 1944, le personnel, excédé par les actes autoritaires et les exactions abusives chasse la garde allemande. Un comité de libération prend la direction de l'Établissement et s’emploie immédiatement à relancer l'activité de l'Arsenal.

### Après-guerre
Des commandes d'armement, d'abord assez limitées, et des commandes civiles, progressivement de plus en plus nombreuses, sont exécutées.
La fabrication des matériels d'artillerie est  la plus élevée de 1952 à 1958, époque pendant laquelle des obusiers de 155, des munitions d'infanterie et d'artillerie assurent le plein emploi du personnel.

### FinXXesiècle
Les commandes civiles étaient poursuivies : tours Sculfort, tours pour camions-ateliers, machines à fileter Cri-Dan, tracteurs à chenilles, matériels de forage divers. L'arbre d'hélice du paquebot France d'une longueur de 20 mètres, d'un poids de 80 tonnes est usiné à l'Arsenal, qui dispose de machines de dimensions appropriées.
Pendant les années 1960 et 1970 les fabrications se diversifient : rampes de lancement de l'engin sol-air, fusées-sondes, radars Aquitaine et Marine, deuxième étage du lance-satellite Europa de l'Eldo, réacteurs nucléaires, moteur Valois, pièces et ensemble pour Caravelle, tourelles du char AMX-30, vedettes de pontage Anjou, machines-outils à commande numérique.
L'arsenal de Tarbes a participé au lancement avec succès à Kourou, en Guyane, le 10 mars 1970  de Diamant B. En 2002 les ateliers fabriquent les tourelles des chars Leclerc.

### Fin du site
Les dernières années l'Arsenal change de nom en A.T.S ou Giat Industries mais après 20 ans d'agonie et cinq plans sociaux c'est le 30 juin 2006 que se closent 135 ans d’histoire.

### Effectifs
- en 1872 : 300 ouvriers,
- fin 1874 : 2 000 ouvriers,
- en 1878 : 1 620 ouvriers
- en 1880 : 950 ouvriers,
- en 1901 : 1 160 ouvriers,
- en 1903 : 1 496 ouvriers,
- en 1912 : 2 200 ouvriers,
- en 1er aout 1914 : 2 437 ouvriers,
- en septembre 1914 : 5 500 ouvriers,
- en 1918 : 16 000 ouvriers
- après la première guerre mondiale : 1 500 ouvriers,
- en 1931 : 1 700 ouvriers
- en avril 1939 : 2 300 ouvriers,
- au 1er octobre 1939 : 5 579 ouvriers,
- en décembre 1939 : 7 625 ouvriers,
- en  janvier 1940 : 8 866 ouvriers,
- enjuin 1940 : 12 127 ouvriers,
- en 1999 : 1 450 ouvriers,

## Architecture
Le colonel Verchère de Reffye fait appel à l'architecte Adrien Fleuret pour la conduite et la surveillance de la construction des bâtiments. En 1874, les 1 641 ouvriers et 482 femmes sont répartis en 15 ateliers ou services.
De 1919 à 1939 le site s'agrandit avec la construction de nouveaux ateliers de réparations et des terrains sont acquis portant la superficie occupée par l'Arsenal à 66 hectares. Vers 1930 le développement de l'Établissement reprend par la construction de nouveaux bâtiments.
Le site s'étend sur 220 000 m2 de surface industrielle sur une superficie totale de 90 hectares avec 3.000 machines-outils. Une école d’apprentissage est installée en 1946  et démolie en 1981 et le personnel dispose d'un service médical, d'un cabinet dentaire, d'un dispensaire de consultation, d'un comité d'hygiène et de sécurité, d'un service social, d'une caisse de solidarité.
Une école de formation technique occupe un bâtiment qui permet une formation pratique, enseignée par des moniteurs d'ateliers, des professeurs d'enseignement général qui instruisent, dirigent, conseillent les apprentis.

Sélection de vues des bâtiments divers de l'Arsenal.
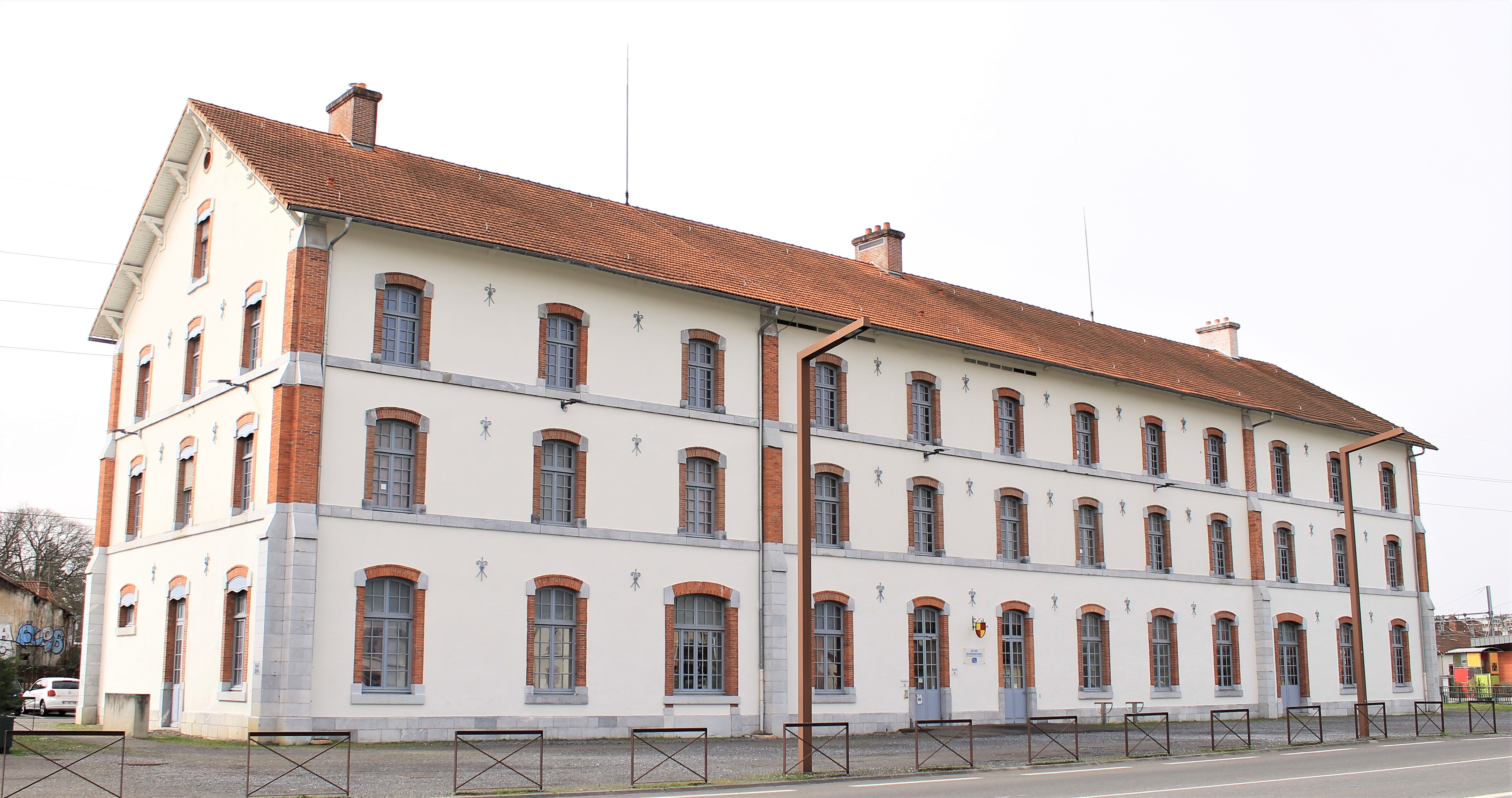
Le bâtiment 103 (Archives municipales).
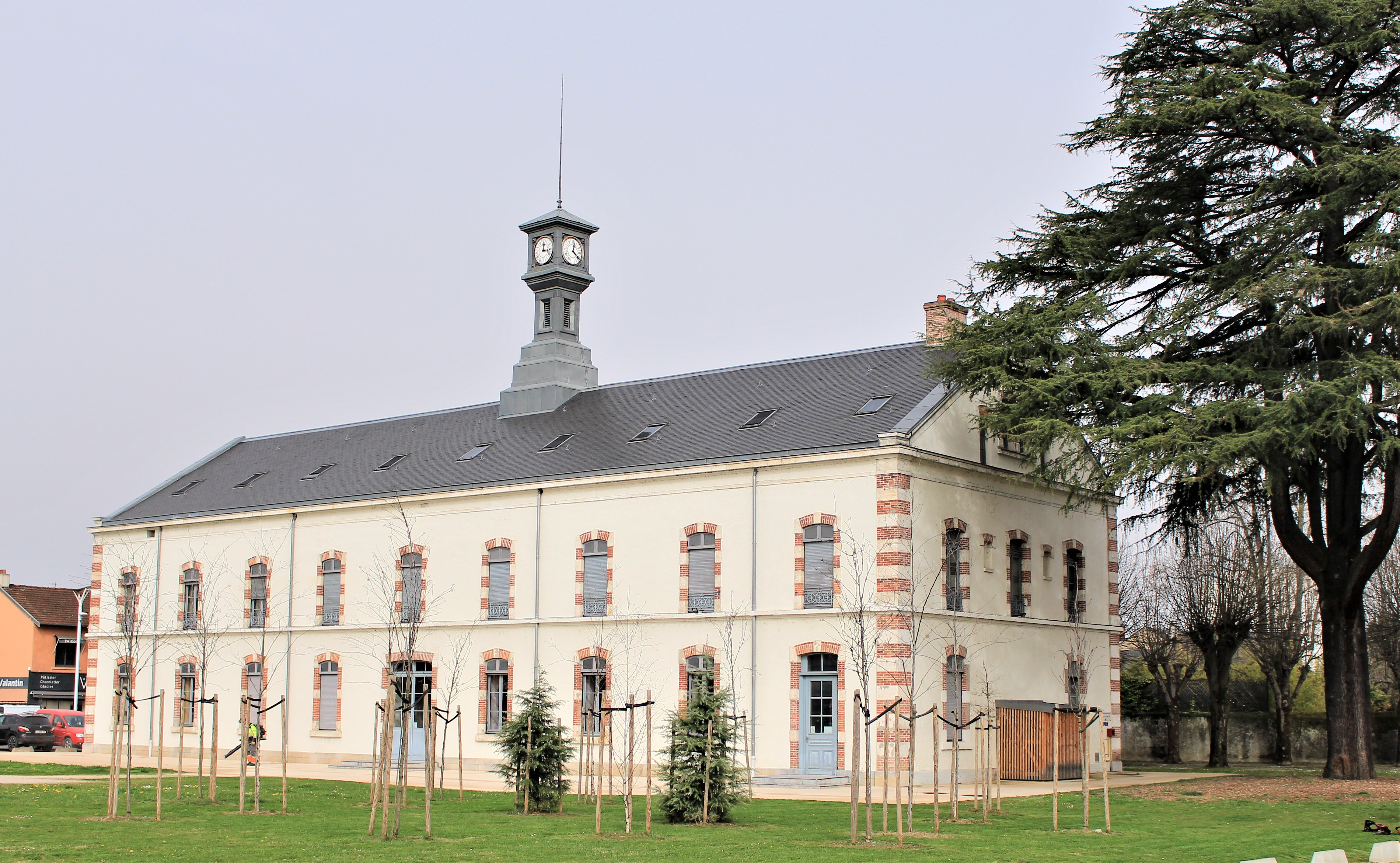
Le bâtiment 100 (Maison des Associations).
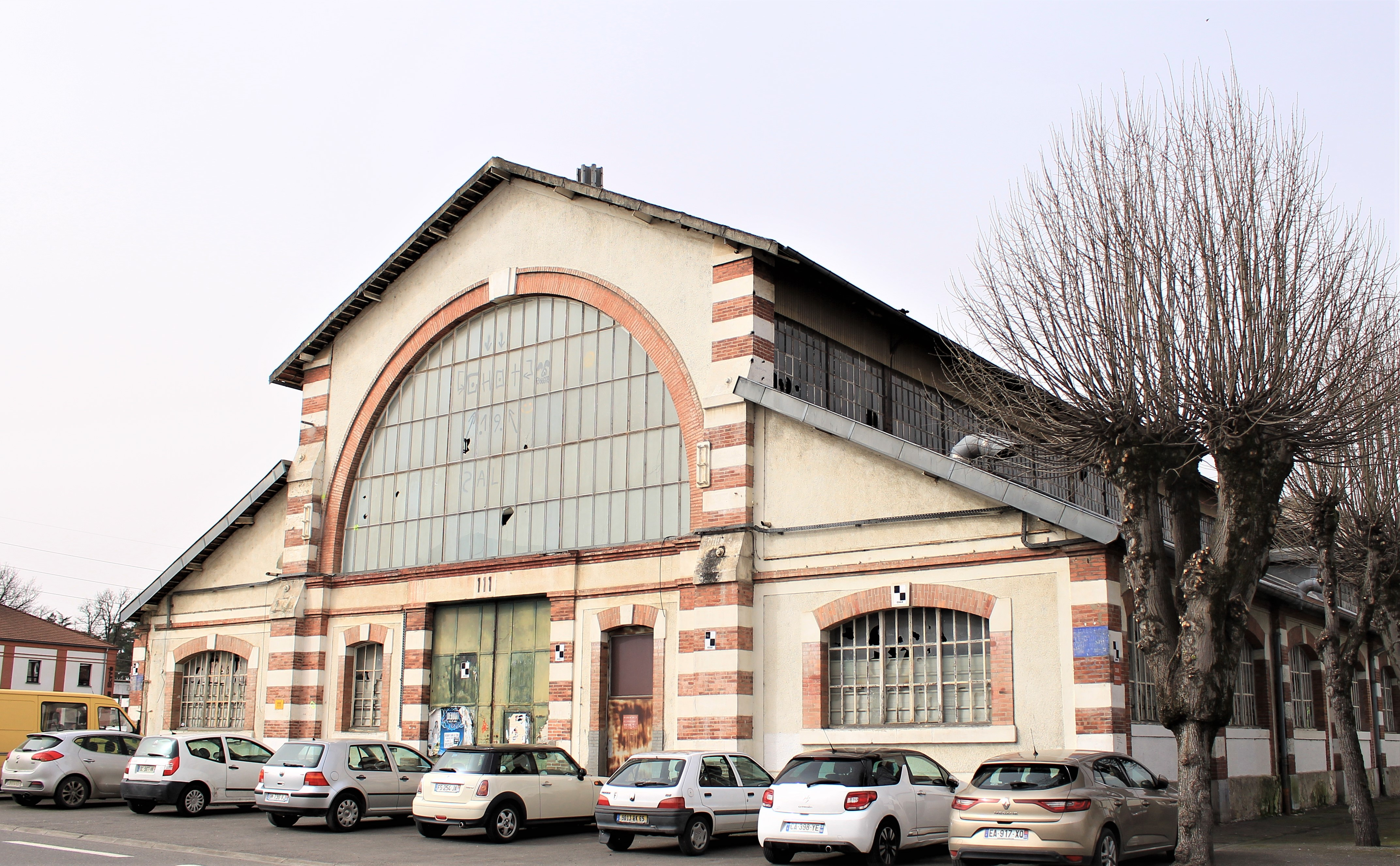
Le bâtiment 111.
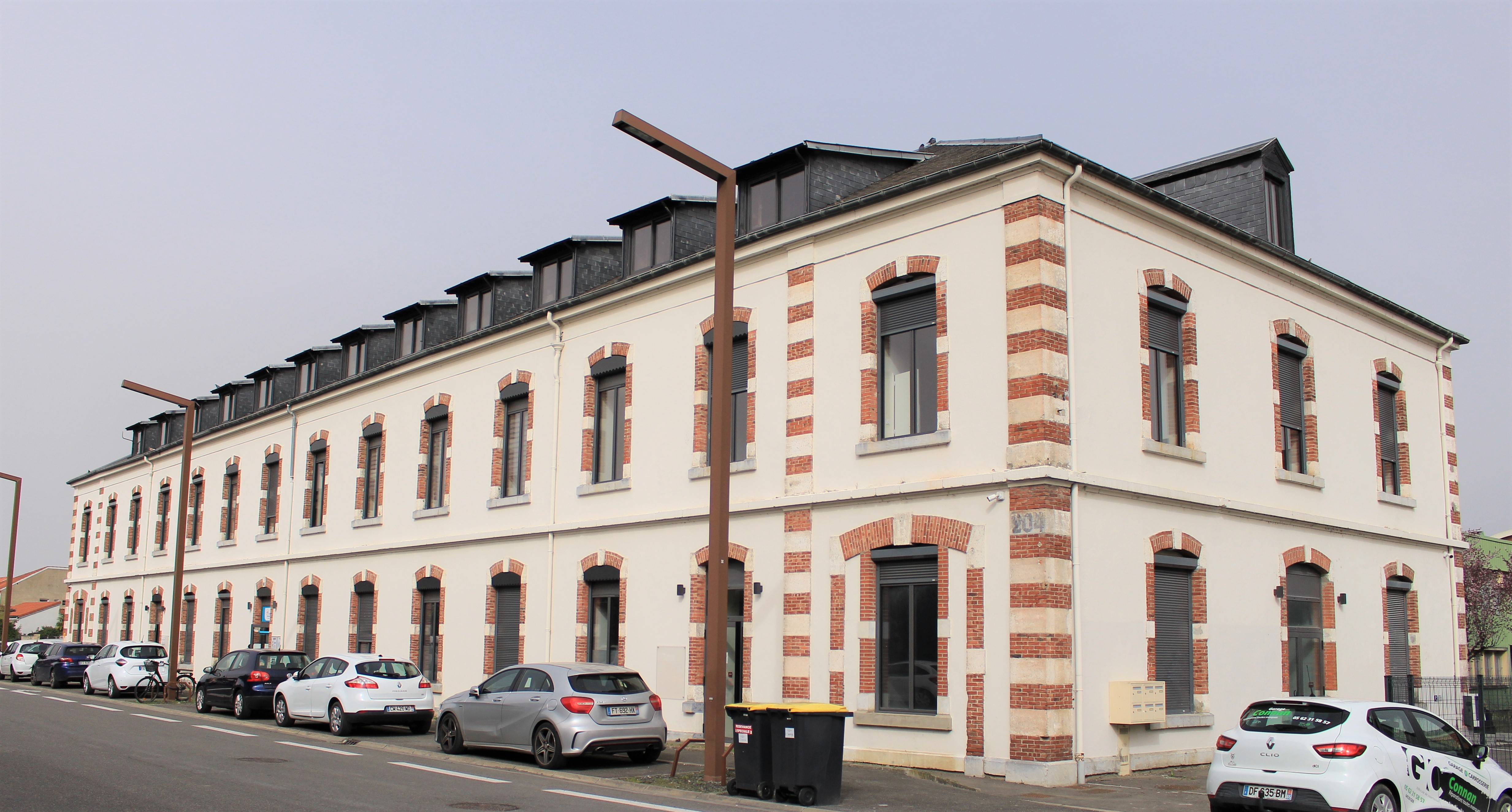
Le bâtiment 204.

## De nos jours

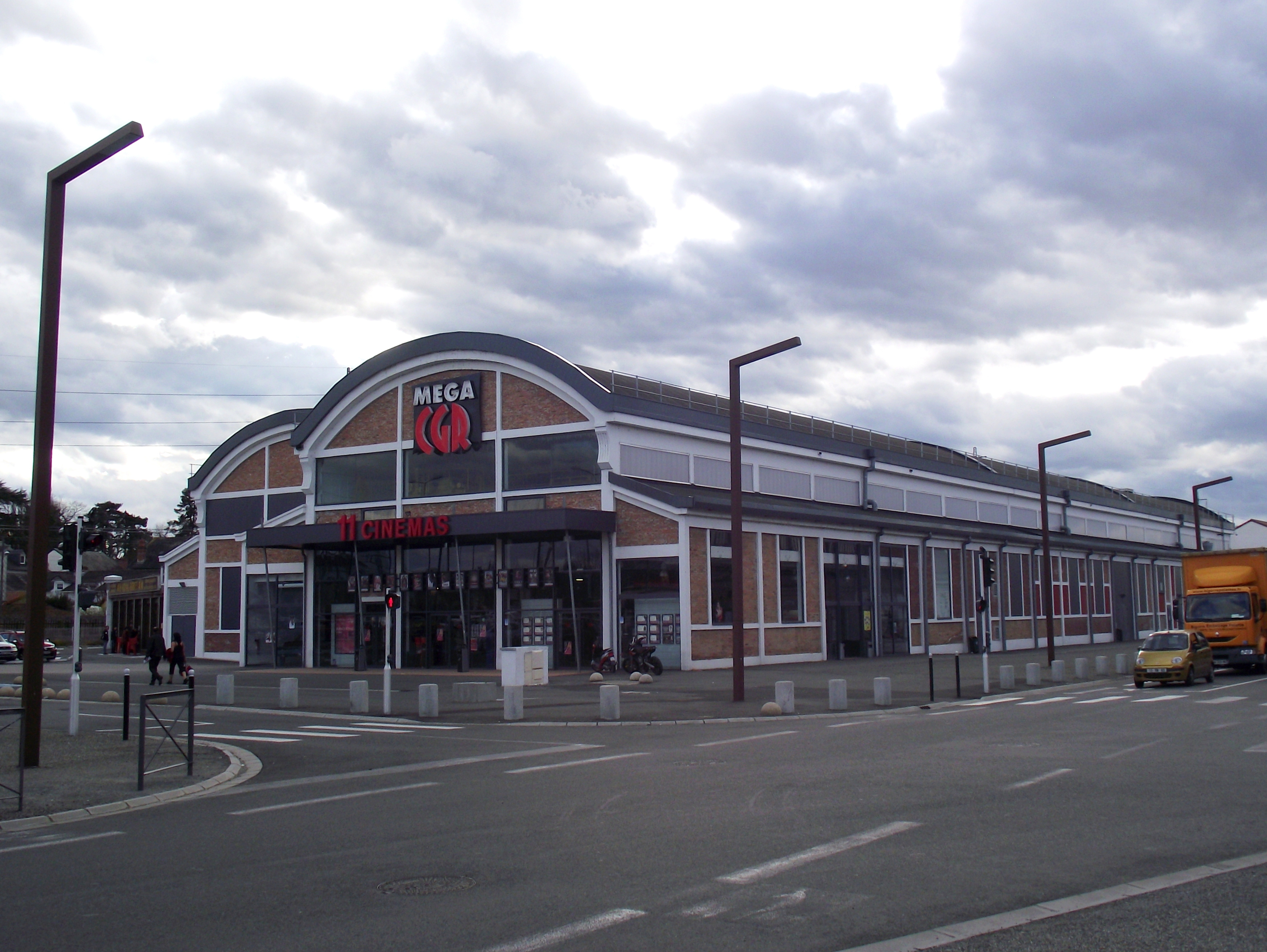
Le Méga CGR (bâtiment 119).

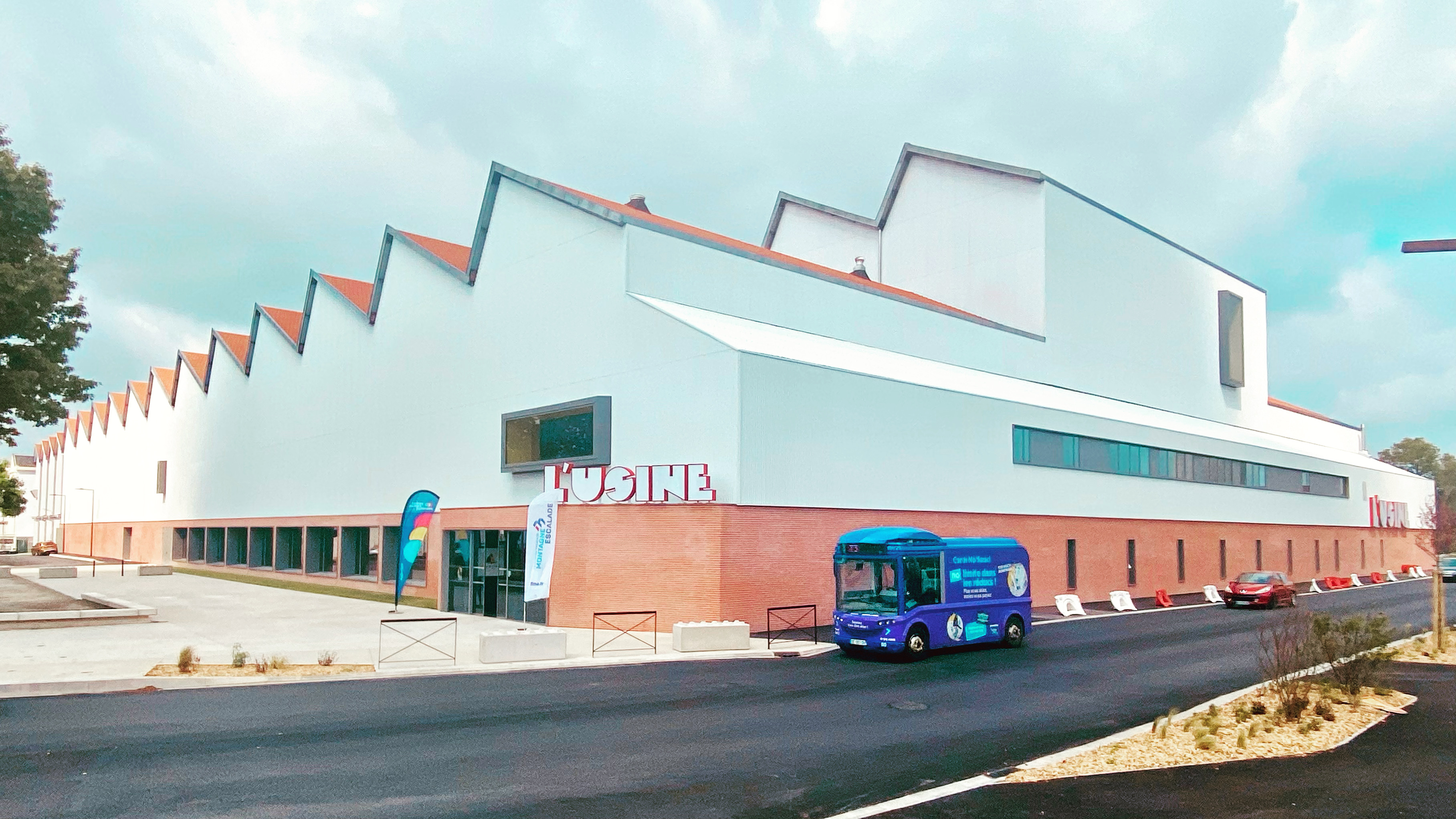
L'Usine des sports (bâtiment 313).

Le site a vu sa conception se modifier avec une vocation de zones d'activités, avec différents types d’entreprises; bâtiments, logistiques, technologiques, négoces de services, commerces et services.
Ces dernières années une accélération s'est produite avec un aménagement d'établissements dans le secteur des loisirs, du sport et de la restauration avec cafés, restaurants, hôtels et cinéma (Méga CGR).
Le nom des rues du quartier fait référence a son histoire et au site de l'Arsenal.

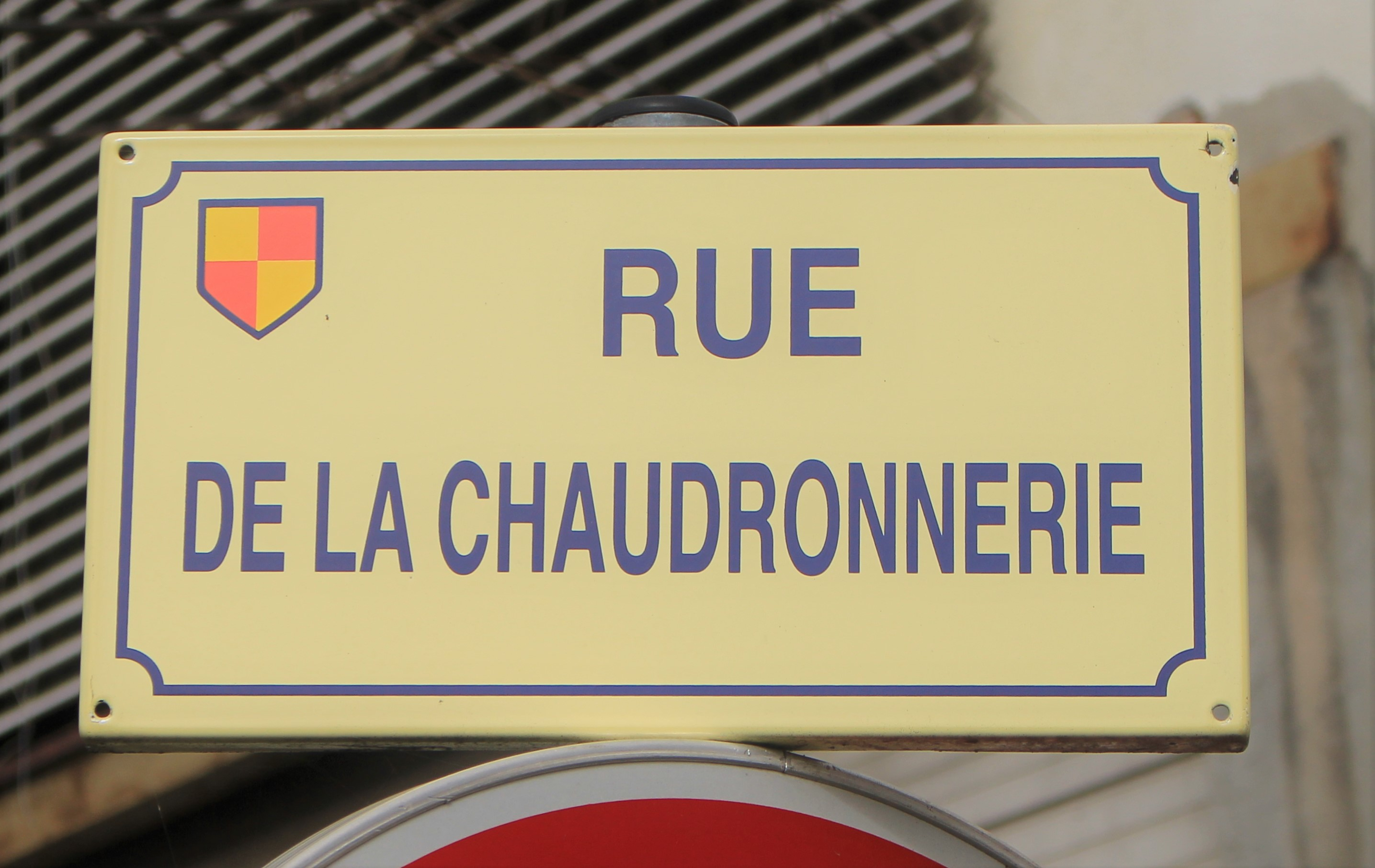
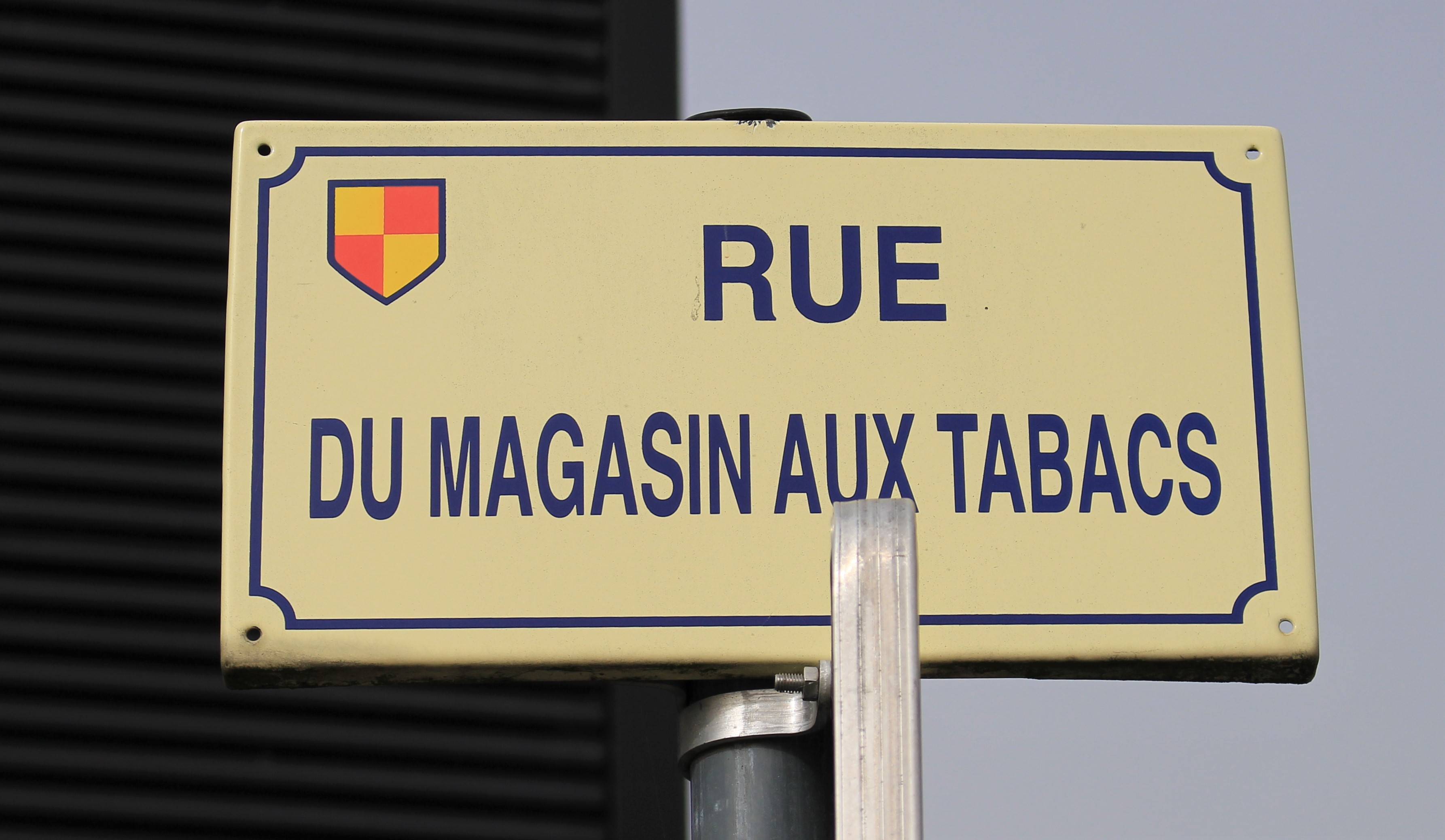
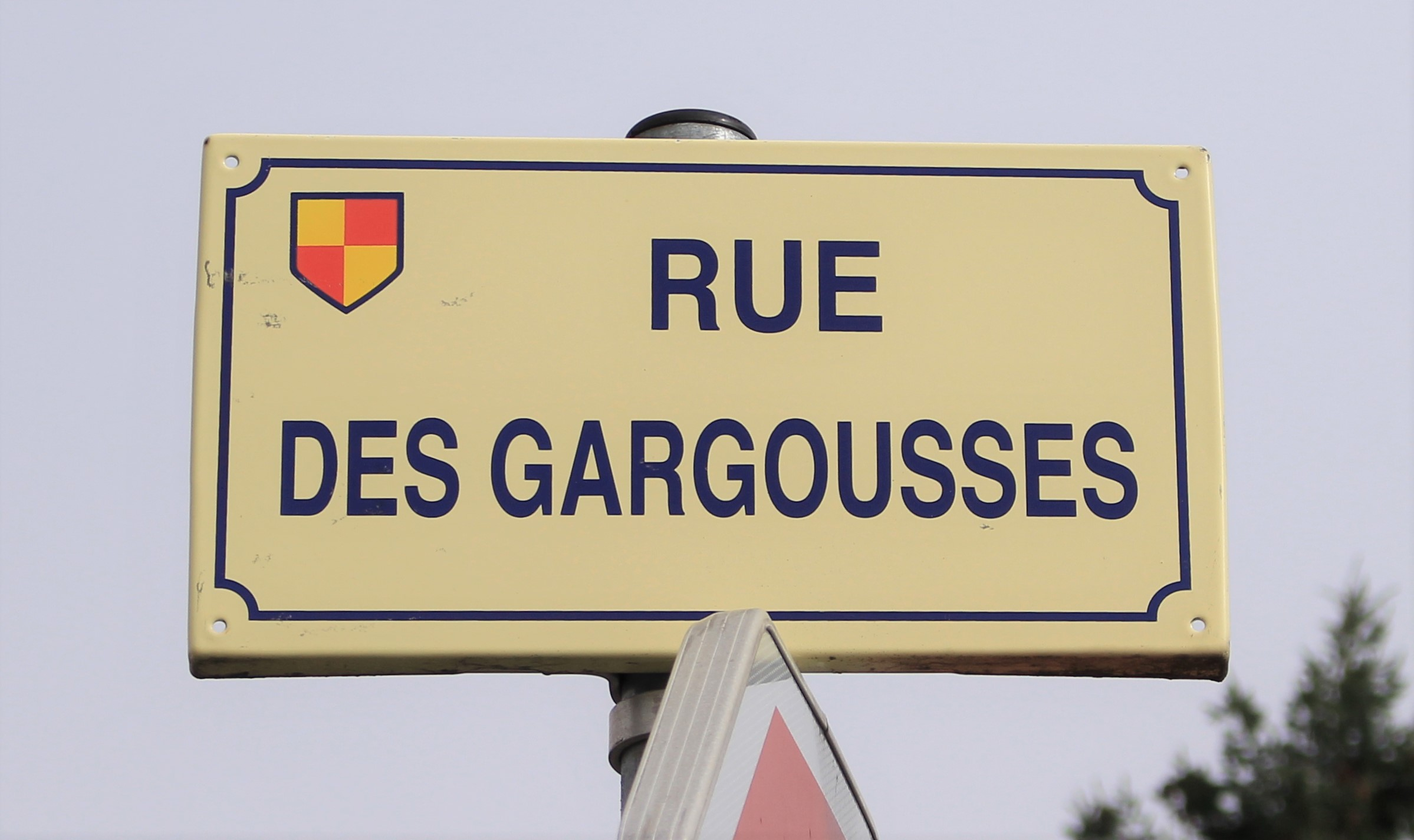
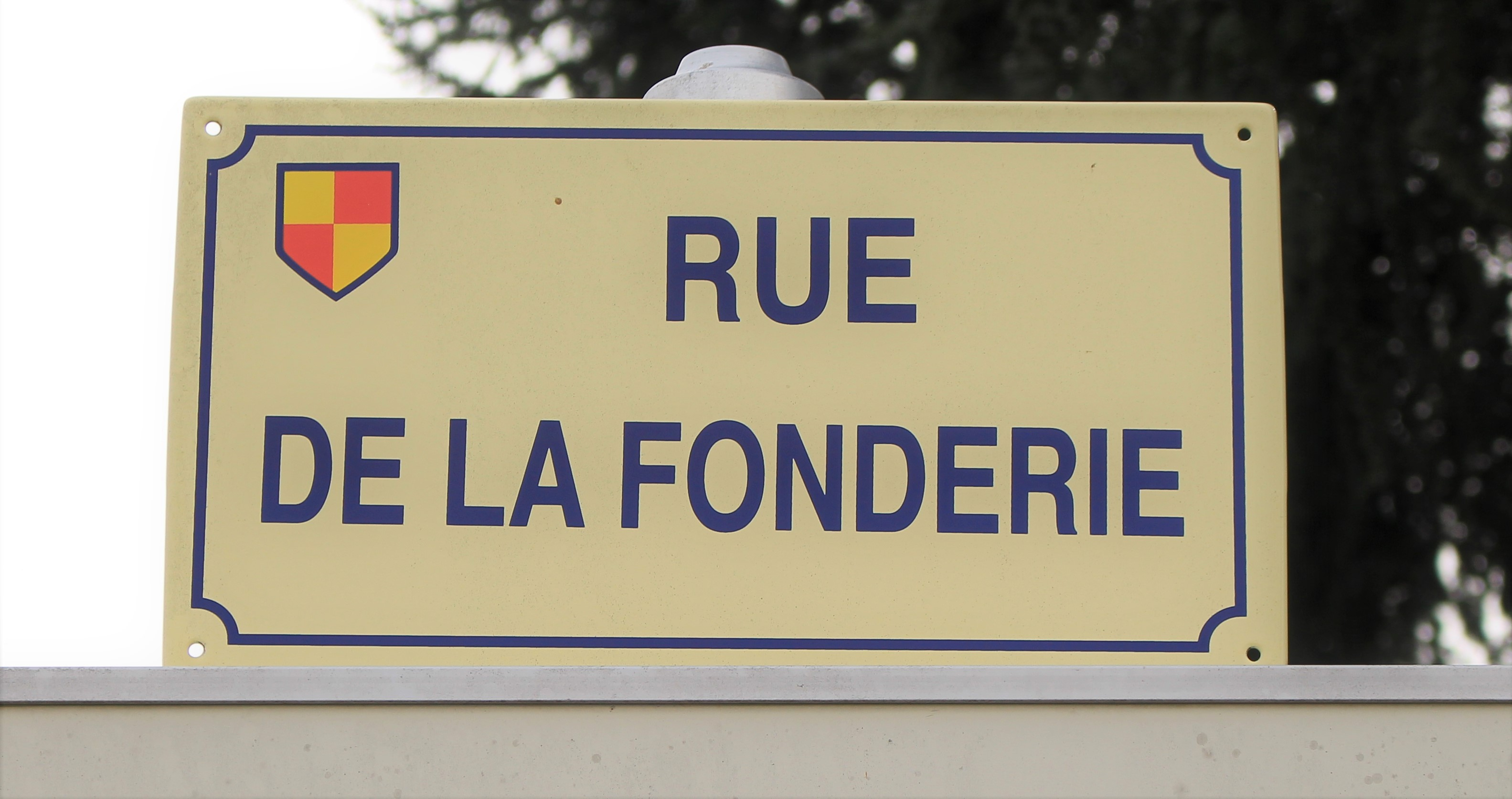
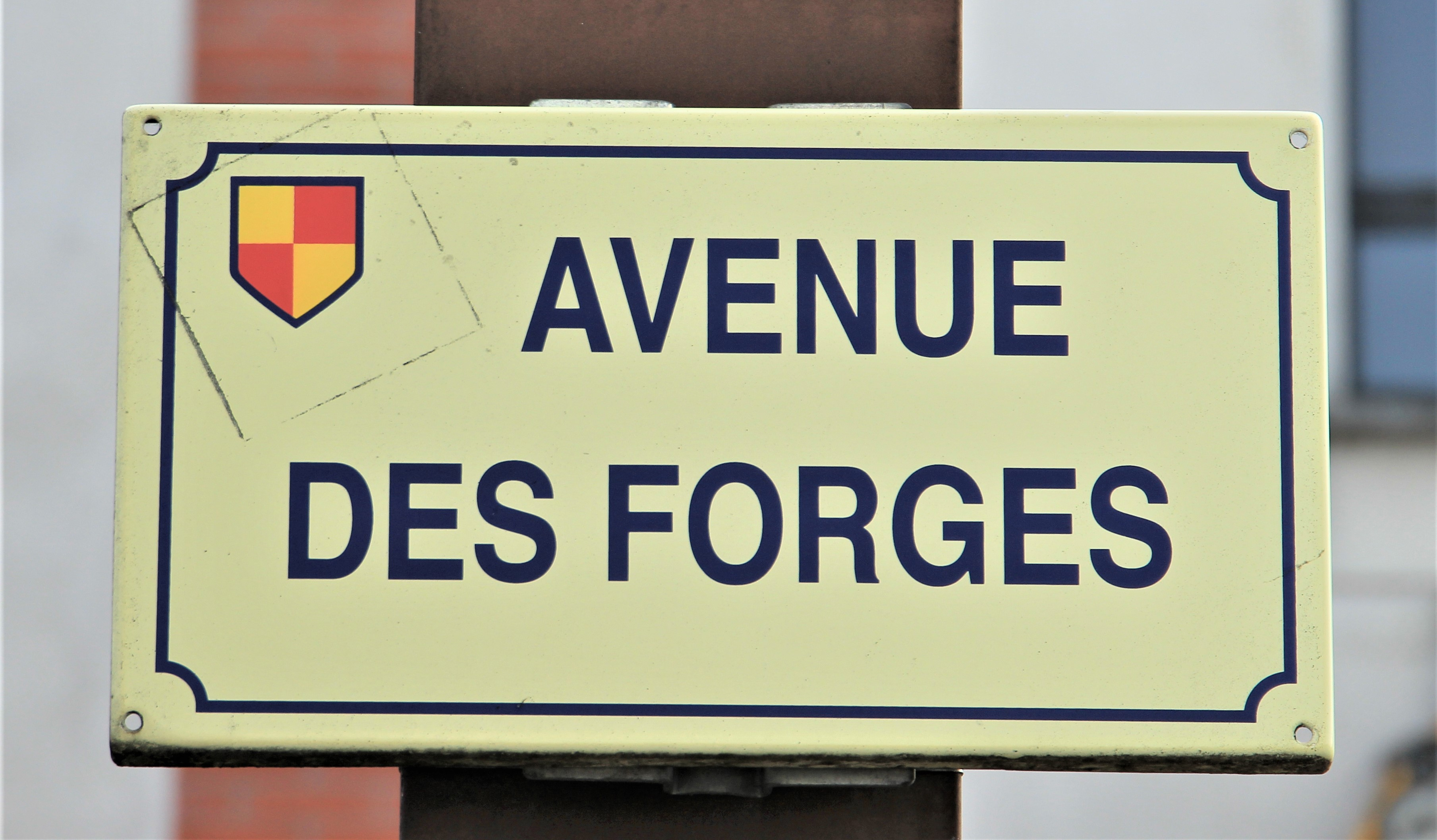
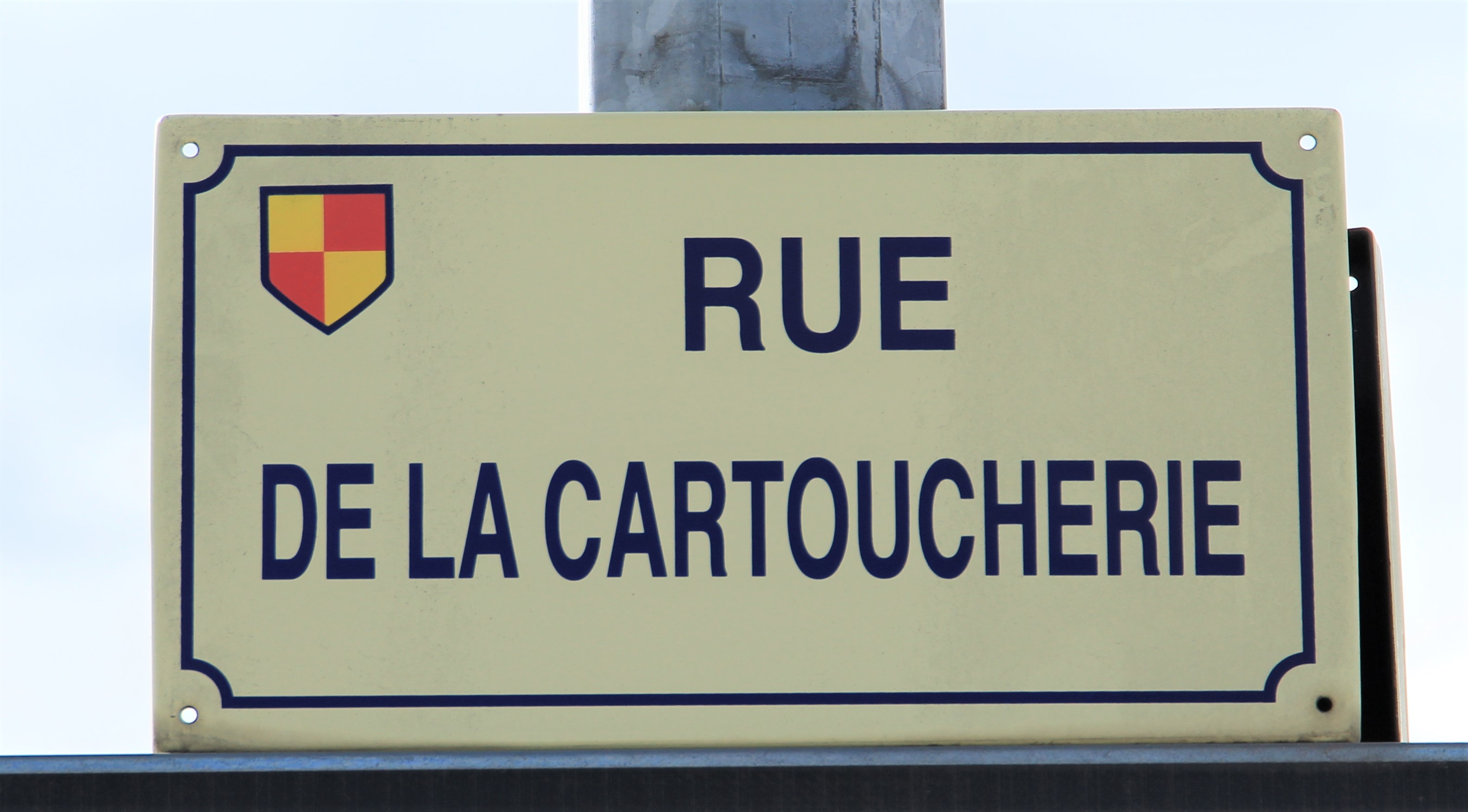